# Tułoksa (przystanek kolejowy)
Tułoksa (ros. Тулокса, krl. Tuulos) – przystanek kolejowy w miejscowości Ustje Tułoksy, w rejonie ołonieckim, w Karelii, w Rosji. Położony jest na linii Janisjarwi – Łodiejnoje Pole.
Dawniej stacja kolejowa, zlokalizowana ok. 1,7 km na zachód (w stronę Janisjarwi) od współczesnego przystanku.